# Capoeiras
Capoeiras es un municipio brasileño del estado de Pernambuco. Administrativamente, el municipio está formado por el distrito sede y por los poblados de Riacho do Mel, Maniçoba y Alegre. Tiene una población estimada al 2020 de 20.048 habitantes.

## Topónimo
Antonio Houaiss atribuye el origen del nombre capoeira al tupí ko'pwera (de ko: roça + pwera: "que ya fue"). Otros lo consideran una corrupción de cáa-poera, que significa mata cortada, destruida para sembrar.

## Historia
El distrito fue creado el 24 de diciembre de 1901. Fue emancipado en 1963 por la ley provincial n.º 4998, de 21 de diciembre de 1963, firmada por el gobernador Miguel Arraes de Alencar.
Su territorio fue lugar de quilombolas.